# ابوالقاسم علوی فرادنبه
سید ابوالقاسم علوی فرادنبه در سال ۱۳۱۵ خورشیدی در شهر فرادنبه در استان چهارمحال و بختیاری به دنیا آمد. وی از اولین دانش آموزان مدرسه تازه تأسیس رازی فرادنبه بود که توانست مدارج علمی را در شرایط محرومیت منطقه طی کند و به تخصص جراحی دست یابد. وی مدت زیادی را در استان خود، در زمانی که پزشکان بومی انگشت شمار بودن دست به جراحی‌های گوناگون می‌زد. دوره فوق تخصصی جراحی مغز و اعصاب را طی نمود و دوباره به زادگاه خود برگشت، وی در دهه ۱۳۶۰، رئیس بیمارستان بروجن بود ولی در همان حین به بیمارانش نیز رسیدگی می کرد، ایشان به درخواست جمعی از بزرگان ومتعمدین منطقه در انتخابات مجلس چهارم کاندید شد و در حوزه لردگان و بروجن با رأی بالا، اولین نفری لقب گرفت که در دور اول راهی مجلس می‌شود. او در زمانی در مجلس بود شاید فقط چند نفر دیگر به همراه وی زبان انگلیسی می‌دانستند. او در زمان نمایندگی هم از طب دور نبود. وی در تاریخ ۳ آذر ۱۳۹۷ درگذشت و در گلشن نام آوران آرامستان باغ رضوان اصفهان به خاک سپرده شد.